# Krzysztof Kukuła (kardiolog)
Krzysztof Michał Kukuła – polski kardiolog, dr hab. nauk medycznych i nauk o zdrowiu, asystent Instytutu Kardiologii im. Prymasa Tysiąclecia Stefana Kardynała Wyszyńskiego.

## Życiorys
19 lutego 1997 obronił pracę doktorską Wpływ morfiny na aktywność włókien czuciowych unerwiających narządy trzewne klatki piersiowej w warunkach fizjologicznych i w zapaleniu osierdzia, 29 października 2019 uzyskał stopień doktora habilitowanego. Pracował w Instytucie Transplantologii na I Wydziale Lekarskim z Oddziałem Stomatologicznym Akademii Medycznej w Warszawie.
Był zatrudniony na stanowisku asystenta w Instytucie Kardiologii im. Prymasa Tysiąclecia Stefana Kardynała Wyszyńskiego.

## Odznaczenia
- Brązowy Krzyż Zasługi (2018)[3]